# Gokar
Gokar is een computerworm die geschreven is door Simon Vallor.
Het virus verspreidt zichzelf door e-mails, de e-mails worden verstuurd naar de contacten uit de contactenlijst van Microsoft Office Outlook. De e-mail bevat doorgaans tekst, de tekst is echter niet altijd hetzelfde. Het virus schrijft e-mails met minstens elf verschillende onderwerpen en vijftien verschillende berichten. Een kenmerk van de berichten is dat ze tamelijk kort zijn, dikwijls niet meer dan een enkele zin.
De bijlagenaam bestaat uit een willekeurig aantal karakters, de extensie is echter beperkt tot een aantal van vijf, waaronder .pif, .scr, .exe, .com en .bat.
Na het openen slaat het virus zich op met de bestandsnaam Karen.exe. Daarna probeert het virus zichzelf opstartbaar te maken als Windows zelf opstart.
Mocht het een webserver besmetten,  dan zal het volgende bericht worden getoond op de website:

We Are Forever
Anyone who views this page will be asked to download the Web.exe file.